# Bulčići
Bulčići su naseljeno mjesto u gradu Visokom, Federacija Bosne i Hercegovine, BiH.

## Povijest
U vrijeme bošnjačko-hrvatskog sukoba u Središnjoj Bosni poslije sloma slabo naoružanih i izoliranih mjesnih hrvatskih snaga polovicom 1993. pripadnici Armije RBiH opljačkali su i uništili područnu katoličku crkvu u Bulčićima.[nedostaje izvor] Danas je u Bulčićima groblje s kapelicom sv. Ilije. Bulčići pripadaju sutješkoj župi sv. Ivana Krstitelja.

## Stanovništvo

### 1991.
Nacionalni sastav stanovništva 1991. godine, bio je sljedeći:
- Hrvati - 344
- Muslimani - 16
- Jugoslaveni - 1
- ostali, neopredijeljeni i nepoznato - 4

### 2013.
Nacionalni sastav stanovništva 2013. godine, bio je sljedeći:
ukupno: 15
- Bošnjaci - 15